# فالوست
فالوست (بالإنجليزية: Valuste)‏ هي قرية تقع في إستونيا في Lihula Parish.